# Augmentation
En heraldisk augmentation (egt. "forøgelse") er en forandring af eller tilføjelse til et våben, almindeligvis uddelt af en monark som en nådesbevisning eller som en belønning eller påskønnelse for en hæderværdig dåd. Tildeling af helt nye våbener som belønning regnes ikke for augmentationer.

## Eksempler
- Thomas Howard, 2. hertug af Norfolk fik en augmentation (vises til højre) til minde om Slaget ved Flodden Field[1]
- Thomas Howards augmentation, en variant af Skotlands våben med en pil gennem løvens mund
- Hertugen af Wellington fik et skjold med Storbritanniens flag som augmentation.[1]
- Den franske by Lyon har et skjoldhoved med tre franske liljer som augmentation.

## Reference
1. 1 2  Brooke-Little, J.P. (1978) [1950]. Boutell's Heraldry (Revised Edition udgave). London: Frederick Warne LTD. s. pp. 125-127. ISBN 0-7232-2096-4. {{cite book}}: |edition= har ekstra tekst (hjælp); |pages= har ekstra tekst (hjælp)

| Heraldik | Spire Denne artikel om heraldik er en spire som bør udbygges. Du er velkommen til at hjælpe Wikipedia ved at udvide den. |